# Ilha da Restinga
Die Ilha da Restinga ist eine Flussinsel im Ästuar des brasilianischen Flusses Paraíba do Norte unmittelbar vor der Mündung in den Südatlantik.
Die 5,3 Quadratkilometer große, heute unbewohnte Insel liegt im Bundesstaat Paraíba der Stadt Cabedelo westlich vorgelagert. Restinga ist im brasilianischen Portugiesisch die Bezeichnung für eine landeseigene Form Tropischen Regenwaldes, der noch vereinzelt an der Küste vorkommt. Mangroven machen einen wesentlichen Teil des Bewuchses aus. Die Avifauna zeichnet sich durch Vielfalt aus: Schmuckreiher, Marmorreiher, Streifenreiher, Cocoireiher, Mangrovereiher, Amerikanische Zwergdommel, Morgenammer, Schwefeltyrann, Teichralle sind einige. Außer Fischen gibt es Krustentiere wie Krebse und Garnelen.
Die Lage im äußersten Osten des Subkontinents machte die Ilha da Restinga schon zum Zeitalter der Entdeckungen interessant. Erstmals auf einer Karte war sie im Jahr 1587 verzeichnet. Angeblich soll Ende des 16. oder Anfang des 17. Jahrhunderts der Anbau von Zuckerrohr versucht worden sein, gegen schließlich erfolgreichen Widerstand der einheimischen Potiguaras. Dagegen half auch nicht der 1579, nach anderen Quellen 1585 begonnene Bau eines Forts durch einen portugiesischen Oberst namens Manuel de Azevedo.
Westlich der heute zu über der Hälfte in Privatbesitz befindlichen Insel, die in historischer Zeit verschiedene Namen trug, wurden eine Reihe von Schiffswracks entdeckt.